# Ryszard Radwański (malarz)
Ryszard Radwański, właśc. Ryszard Stanisław Jan Radwański ps. „Radwan” (ur. 19 sierpnia 1873 w Warszawie, zm. 3 maja 1948 w Łodzi) – polski malarz.

## Życiorys
Radwański w młodości ukończył szkołę realną Jana Pankiewicza w Warszawie. Następnie w latach 1894–1897 studiował w Akademii Sztuk Pięknych w Krakowie pod kierunkiem Józefa Mierzyskiego, Jacka Malczewskiego i Józefa Mehoffera. Na ASP jego twórczość została dwukrotnie doceniona srebrnym medalem. Następnie przeniósł się do Rzymu gdzie podjął studia w Regionalnym Instytucie Sztuk Pięknych w Rzymie, gdzie otrzymał medal brązowy.
W latach 1899–1902 współpracował ze Stanisławem Jasińskim przy restauracji polichromii i obrazów w katedrze wrocławskiej, następnie w latach 1903–1910 był nauczycielem rysunku w Pabianicach, a w latach 1910–1915 na żeńskich pensjach i w męskich gimnazjach w Łodzi. W 1915 otworzył Szkołę Rysunku i Malarstwa, w której uczył m.in. Stanisław Czajkowski, a także prowadził swoją pracownię przy ul. Piotrkowskiej 99. Był również rzeczoznawcą sądowym w zakresie grafologii. W 1934 przeszedł na emeryturę.
Podczas II wojny światowej został wyrzucony przez okupantów z mieszkania, po czym zamieszkał w suterenie w tym samym domu. Tam również organizował wraz ze swoimi byłymi uczniami pracownię dekoratorską.

### Życie prywatne
Był synem Alfonsa Radwańskiego – ziemianina i adwokata, syna chemika i fizyka – Andrzeja Radwańskiego, a także Romualdy Dominiki, z domu Górskiej. Jego żoną była Leokadia Karwowska (1879–1945) – malarka, uczennica Bronisławy Poświkowej i Wojciecha Gersona. Miał z nią pięcioro dzieci: Zofię Radwańską-Paryską – doktora botaniki i geografii, Krystynę primo voto Dziewulską, secundo voto Kolowcową, terito voto Zarzycką, Jana Stanisława (1903–1977) – publicystę, Andrzeja Bolesława (1904–941) – geografa i Gustawa (1913–1961) – psychologa, harcmistrza i kapitana RAF.
Został pochowany w części rzymskokatolickiej Starego Cmentarza w Łodzi.

## Działalność artystyczne
Malował portrety, pejzaże, uprawiał malarstwo sakralne i dekoracyjne. Jego prace znajdują się w zbiorach prywatnych oraz w Muzeum Sztuki w Łodzi.

### Wystawy
- Wystawa w Miejskiej Galerii Sztuki w Łodzi (1924),
- Wystawa Towarzystwa Artystów Malarzy Warszawskich „Pro Arte” (1925),
- wystawa zbiorowa na której wystawiano prace Radwańskiego oraz Jana, Adama i Tadeusza Styków w Galerii „Pro Arte” (1926),
- Wystawa Cechu Plastyków „Jednoróg” (1928),
- Wystawa gwiazdkowa (1928).
- Wystawa Zrzeszenia Artystów Plastyków Łódzkich w Instytucie Propagandy Sztuki w Łodzi (1932)
- XIII Wystawa IPS w Łodzi (1933),
- I wystawa Polskiego Związku Zawodowego Łódzkich Artystów Plastyków pt. „Pamięci Wielkiego Marszałka” w IPS w Łodzi (1935),
- II wystawa PZZŁAP w IPS w Łodzi (wrzesień 1936),
- III wystawa PZZŁAP w IPS w Łodzi (Salon Jesienny 1936).
- IV wystawa PZZŁAP w IPS w Łodzi (wrzesień 1937)[2].